# تپه حیدر قلی خان
تپه حیدر قلی خان مربوط به میانه دوران‌های تاریخی پس از اسلام است و در شهرستان سنقر، بخش مرکزی، روستای تپه رش واقع شده و این اثر در تاریخ ۱۲ تیر ۱۳۸۴ با شمارهٔ ثبت ۱۲۰۲۱ به‌عنوان یکی از آثار ملی ایران به ثبت رسیده است.